# Chapalamel
Chapalamel är en ort i Mexiko.   Den ligger i kommunen Tancanhuitz och delstaten San Luis Potosí, i den centrala delen av landet, 240 km norr om huvudstaden Mexico City. Chapalamel ligger 362 meter över havet och antalet invånare är 132.
Terrängen runt Chapalamel är huvudsakligen lite kuperad. Chapalamel ligger uppe på en höjd. Runt Chapalamel är det ganska tätbefolkat, med 124 invånare per kvadratkilometer. Närmaste större samhälle är Villa Terrazas, 14,3 km söder om Chapalamel. I omgivningarna runt Chapalamel växer huvudsakligen savannskog.